# Netelia rotunda
Netelia rotunda är en stekelart som beskrevs av Kaur och Jonathan 1979. Netelia rotunda ingår i släktet Netelia och familjen brokparasitsteklar. Inga underarter finns listade i Catalogue of Life.